# Cuernavaca
Cuernavaca és una ciutat mexicana, capital de l'estat de Morelos, situada a 85 km al sud de la ciutat de Mèxic. Té una població de 340.000 habitants. La ciutat, coneguda a Mèxic com la "ciutat de l'eterna primavera", originalment es deia Cuahunahuac que en nàhuatl vol dir "lloc entre arbres".
Al llarg de la història Cuernavaca ha estat un lloc de destinació de vacances, per als residents de Tenochtitlan i els reis asteques, per a la noblesa de la Nova Espanya i avui dia per als residents de la ciutat de Mèxic. Està localitzada en una vall molt fèrtil envoltada per muntanyes i volcans (a l'oest del Popocatépetl). La seva baixa altitud (en comparació amb les ciutats de Mèxic i Puebla), la seva temperatura constant al llarg de l'any, de 27 °C, i la verdor dels seus parcs, prats i jardins, així com les construccions colonials antigues, l'han convertida en una importat destinació turística.

## Fills Il·lustres
- Alfonso Nápoles Gándara (1897-1992), matemàtic